# Permanent uppehållstillstånd i Sverige
Permanent uppehållstillstånd (PUT) innebär att icke svensk medborgare har rätt att utan tidsbegränsning bo och arbeta i Sverige. Permanent uppehållstillstånd utfärdas av Migrationsverket. För att få permanent uppehållstillstånd krävs i regel att man har varit, och fortfarande är, folkbokförd i Sverige sedan minst tre år. Tillståndet infogades tidigare i vederbörandes pass, i form av ett klistermärke som innehåller uppehållstillståndet, personuppgifter och fotografi, sedan maj 2011 utfärdas ett särskilt kort som bevis om uppehållstillstånd. Detta är dock inte att förväxla med pass eller identitetskort. 
Den som har permanent uppehållstillstånd har rätt att fritt resa in i och ut ur Sverige, men måste vid inresa kunna visa sitt pass.
Den som har permanent uppehållstillstånd behöver inte betala den studieavgift som annars utgår till icke-europeiska freemover-studenter som läser vid svenska universitet och högskolor. En person med permanent uppehållstillstånd som inte har svenskakunskaper men i övrigt har högskolebehörighet, kan kostnadsfritt läsa ett utbildningsprogram riktat till internationella studenter, där undervisningen i allmänhet sker på engelska.
Migrationsverket återkallar i regel permanent uppehållstillstånd för den som bosätter sig i annat land än Sverige eller inte har vistats i Sverige under mer än ett år i följd. Migrationsverket kan bevilja undantag från denna regel vid bland annat studier, vård av sjuk anhörig, eller om bortavaron föranleds av uppdrag för Sveriges regering. 
Efter beviljad asyl får flyktingar vänta i tre år för PUT. 
Personer med permanent uppehållstillstånd skall inte förväxlas med svenska medborgare som, bland annat, alltid har en ovillkorlig rätt att vistas i Sverige och inte kan bli dömda till utvisning ur Sverige vid brott. En person med permanent uppehållstillstånd kan ansöka om och erhålla svenskt medborgarskap om personen har haft sin hemvist i Sverige i ett visst antal år och inte har begått brott (i många fall krävs åtta års hemvisttid, och kortare om man är under 21 eller kommer från ett nordiskt land).

## Historik
1976 - Permanent uppehållstillstånd ersatte tidigare bosättningstillstånd, och innebar att den som uppehålls sig i Sverige under ett år i följd kunde beviljas PUT, och därmed ges rätt att vistas i Sverige utan tidsbegränsning.
1984 - Permanent uppehållstillstånd angavs som standard vid beviljande av uppehållstillstånd, istället för tidsbegränsade uppehållstillstånd. Den som beviljades uppehållstillstånd på grund av arbete, familjeanknytning eller asylskäl skulle härmed ges permanent uppehållstillstånd direkt vid beviljande.